# 1998년 미국 대사관 폭탄 테러
1998년 미국 대사관 폭탄 테러 또는 1998년 나이로비 대사관 폭탄 테러는 1998년 8월 7일에 발생한 일련의 공격이다. 두 건의 거의 동시적인 트럭 폭탄 폭발로 동아프리카의 두 수도, 즉 탄자니아 다르에스살람의 주탄자니아 미국 대사관과 케냐 나이로비의 주케냐 미국 대사관에서 220명 이상이 사망했다.
파줄 압둘라 모함메드와 압둘라 아흐메드 압둘라가 폭탄 테러를 계획하고 지휘한 책임이 있는 것으로 간주되었다.

## 동기 및 준비
많은 미국 소식통들은 이 폭탄 테러가 공격 두 달 전 알바니아에서 이집트 내 일련의 살인 사건으로 체포된 이집트 이슬람 지하드 (EIJ) 대원 4명의 인도 및 고문 혐의에 대한 미국의 개입에 대한 보복을 목적으로 한 것이라고 결론지었다. 6월과 7월 사이에 아흐마드 이스마일 우스만 살레, 아흐마드 이브라힘 알사이드 알나그가르, 샤우키 살라마 무스타파 아티야, 그리고 모하메드 하산 티타는 미국과의 협력 하에 알바니아에서 이집트로 인도되었다. 이 네 명은 리파트 엘마흐굽 암살에 가담한 혐의와 이후 카이로의 칸 엘할릴리 시장에 대한 음모 혐의를 받았다. 다음 달, 미국에 대한 "응답"이 준비되고 있으며, 그들의 간섭에 대한 "보상"을 할 것이라는 통신문이 발행되었다. 그러나 9/11 위원회 보고서에 따르면 오사마 빈라덴이 1998년 2월 파트와를 발표한 직후 준비가 시작되었다고 주장한다.

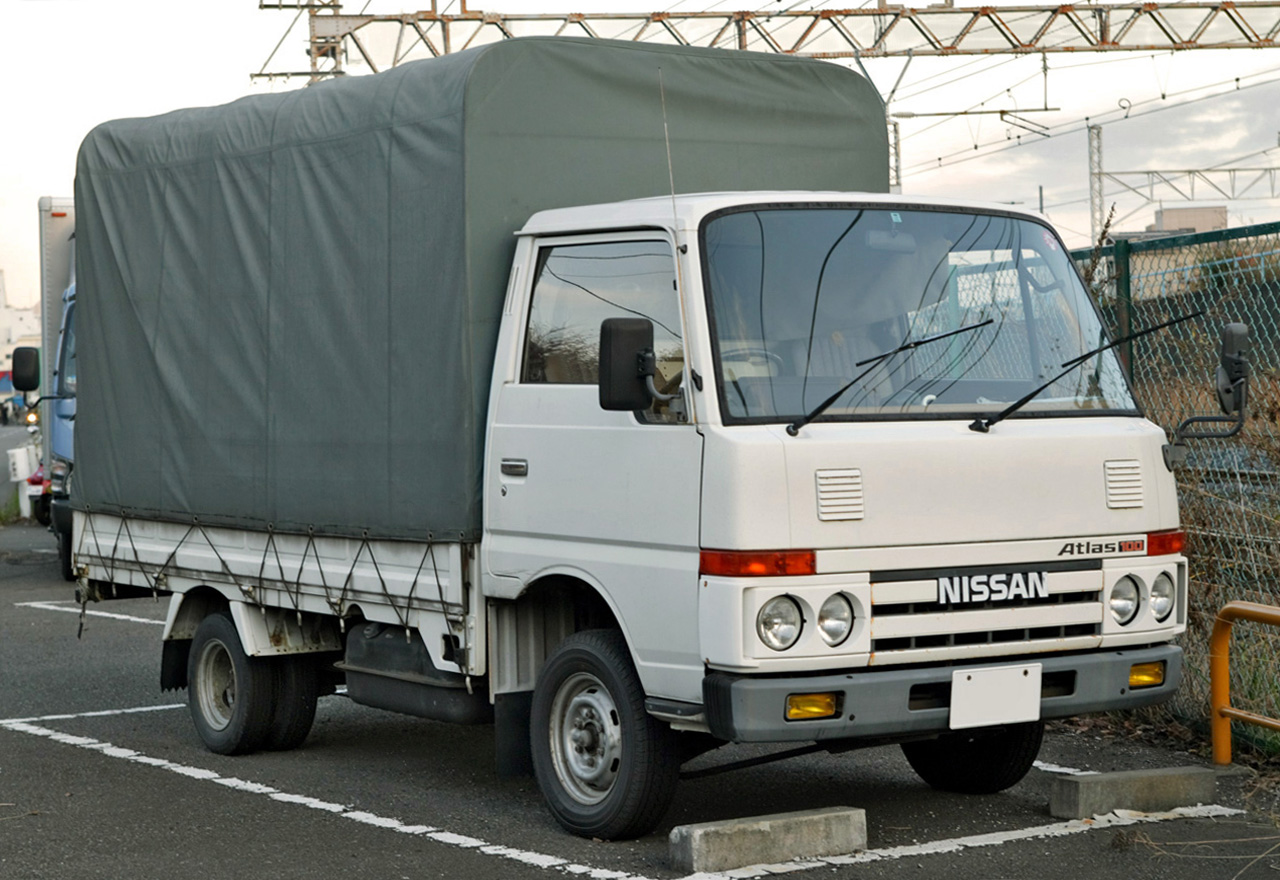
다르에스살람에서 사용된 것과 유사한 닛산 아틀라스 트럭

언론인 로렌스 라이트에 따르면, 나이로비 작전은 메카의 카바의 이름을 따서 명명되었다. 다르에스살람 폭탄 테러는 예루살렘의 알아크사 작전이라고 불렸지만, "둘 다 아프리카 주재 미국 대사관과 명확한 연관성은 없었다. 빈라덴은 처음에는 소말리아 '침공' 때문에 목표물이 되었다고 말했고, 나중에는 나이로비 대사관에서 계획된 수단 분할 계획에 대해 설명했다. 그는 또한 추종자들에게 르완다 집단학살이 두 미국 대사관 내에서 계획되었다고 말했다." 라이트는 빈라덴의 실제 목표는 "미국을 '제국의 무덤'이라고 불리는 아프가니스탄으로 유인하는 것"이라고 결론 내렸다.
1999년 하반기, 오사마 빈라덴은 아프가니스탄 훈련 캠프 졸업생들에게 이 공격에 대해 이야기하고 나이로비 대사관을 표적으로 삼은 이유를 설명했다. 빈라덴은 소말리아의 희망 회복 작전이 나이로비 대사관에서 지휘되었고 30,000명의 무슬림의 목숨을 앗아갔으며, 남수단 반군 지도자 존 가랑이 그곳에서 지원되었고, 그곳이 동아프리카에서 가장 큰 미국 정보 센터였다고 주장했다.
1998년 5월, 폭탄 제조를 위해 나이로비의 한 빌라를 폭탄 테러범 중 한 명이 구입했다. 셰이크 아흐메드 살림 스웨단은 나이로비에서 베이지색 도요타 다이나 트럭을, 다르에스살람에서 1987년식 닛산 아틀라스 냉장 트럭을 구입했다. 아틀라스 트럭 후면에는 폭탄을 실을 수 있도록 6개의 금속 막대로 "케이지"를 만들었다.
1998년 6월, KK 모하메드는 다르에스살람 일랄라 구에 있는 213번 집을 빌렸는데, 이는 미국 대사관에서 약 four 마일 (six 킬로미터) 떨어져 있었다. 흰색 스즈키 사무라이는 쌀자루에 숨겨진 폭탄 부품들을 213번 집으로 운반하는 데 사용되었다.
나이로비와 다르에스살람 모두에서 모하메드 오데는 각각 2,000-파운드 (900 kg)에 달하는 두 개의 매우 큰 파괴 장치 제작을 감독했다. 나이로비 폭탄은 400~500개의 TNT 실린더(원터치 캔 크기), 질산 암모늄, 알루미늄 분말, 뇌관으로 구성되었다. 폭발물은 특별히 설계된 20개의 목재 상자에 밀봉되어 트럭 짐칸에 실렸다. 무신 무사 마트왈리 아트와는 폭탄에서 트럭 운전석 뒤편의 배터리 세트로, 그리고 대시보드 아래의 뇌관 스위치로 전선을 연결했다. 다르에스살람 폭탄은 약간 다른 구조였다. TNT는 15개의 산소 탱크와 가스통에 부착되었고, 폭발을 억제하고 방향을 지정하기 위해 4개의 질산 암모늄 비료 포대와 모래주머니로 둘러싸여 있었다.
폭탄 테러는 8월 7일로 예정되었는데, 이는 걸프 전쟁 초기 단계에서 미국 병력이 사우디아라비아에 도착한 지 8주년이 되는 날이었다. 이는 오사마 빈라덴의 선택이었을 가능성이 높다.
공격 후 빈라덴의 경호원이 희생자가 그렇게 많이 필요한지 묻자, 그는 알카에다의 1996년 및 1998년 대미, 대이스라엘 전쟁 선언 파트와를 언급하며 "우리는 전 세계에 미국의 친구들에게 무슨 일이 일어날지 경고했다. 우리는 그 나라들에 경고한 순간부터 어떤 희생자에 대해서도 책임이 없다"고 답했다.

## 공격 및 사상자

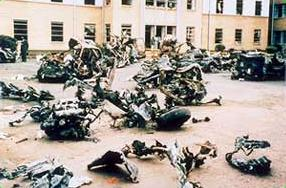
나이로비 폭탄 테러 잔해

8월 7일 오전 10시 30분에서 10시 40분 사이에 (현지 시간, EDT 오전 3시 30분~3시 40분) 폭발물이 실린 트럭을 탄 자살 폭탄 테러범들이 다르에스살람과 나이로비의 대사관 밖에 주차한 후 거의 동시에 폭발했다. 나이로비 폭발로 총 213명이 사망했고, 다르에스살람에서는 11명이 사망했다. 나이로비에서는 약 4,000명이 부상했고, 다르에스살람에서는 85명이 부상했다. 폭탄 이후 분석된 지진 측정 결과, 3 and 17 쇼트톤 (3 and 15 미터톤)의 고폭약 물질의 에너지를 나타냈다. 이 공격은 미국 시설을 겨냥했지만, 사상자의 대부분은 두 아프리카 국가의 현지 시민들이었다. 나이로비 대사관에서 중앙정보국 직원 톰 샤(별명 우탐랄 토마스 샤)와 몰리 허카비 하디, 그리고 나이로비 대사관의 해병대 경비병 미국 해병 제시 "네이선" 알리강가 병장을 포함하여 12명의 미국인이 사망했다. 미국 육군 케네스 레이 홉슨 2세 병장은 이 공격으로 사망한 12명의 미국인 중 한 명이었다.
아잠이 모하메드 라셰드 다우드 알오왈리와 함께 도요타 다이나 트럭을 나이로비 대사관 쪽으로 빠르게 몰아가는 동안, 현지 경비원 벤슨 오쿠쿠 브와쿠는 즉시 문을 열라는 경고를 받았으나 거부하자 총격을 받았다. 알오왈리는 차량에서 내린 후 대사관 경비원들에게 섬광탄을 던지고 도망쳤다. 오사마 빈라덴은 나중에 알오왈리가 트럭에서 뛰어내려 경비원들을 총으로 쏴 길을 열어주려 했으나, 권총을 트럭에 두고 도망쳤다고 설명했다. 브와쿠가 해병대 1번 초소에 무전으로 지원을 요청하는 순간, 트럭이 폭발했다.
폭발로 대사관 건물이 손상되었고, 인근 우푼디 빌딩이 붕괴되었다. 이 빌딩에는 대부분의 희생자가 된 비서 학원 학생과 직원들이 있었다. 폭발로 인한 열기는 건물들 사이에서 하일레 셀라시에 애비뉴 쪽으로 향했고, 그곳에 주차되어 있던 만원 통근 버스가 불에 탔다. 창문들은 거의 1⁄2 mi (800 미터) 반경 내에서 깨졌다. 많은 수의 눈 부상이 발생했는데, 이는 인근 건물에 있던 사람들이 처음 수류탄 폭발과 총격을 듣고 사무실 창문으로 내다보다가 주 폭발이 발생하여 창문이 깨졌기 때문이다.
한편, 다르에스살람 라이본 로드 36번지의 미국 대사관을 공격한 아틀라스 트럭은 금발 머리 때문에 "독일인 아흐메드"로 알려진 함덴 칼리프 알라 아와드가 운전했는데, 그는 며칠 전 이 나라에 도착한 전 캠프 훈련병이었다. 사망자 수는 나이로비보다 적었는데, 이는 미국 대사관이 도심 외곽의 고급 오이스터베이 지역에 위치해 있었고, 물 트럭이 자살 폭탄 테러범들이 건물에 더 가까이 접근하는 것을 막았기 때문이다.
공격 이후 "성지 해방군"을 자처하는 단체가 폭탄 테러의 배후임을 자처했다. 미국 수사관들은 이 용어가 실제 폭탄 테러를 저지른 이집트 이슬람 지하드가 사용한 위장 명칭이라고 보고 있다.

## 여파와 국제적 대응

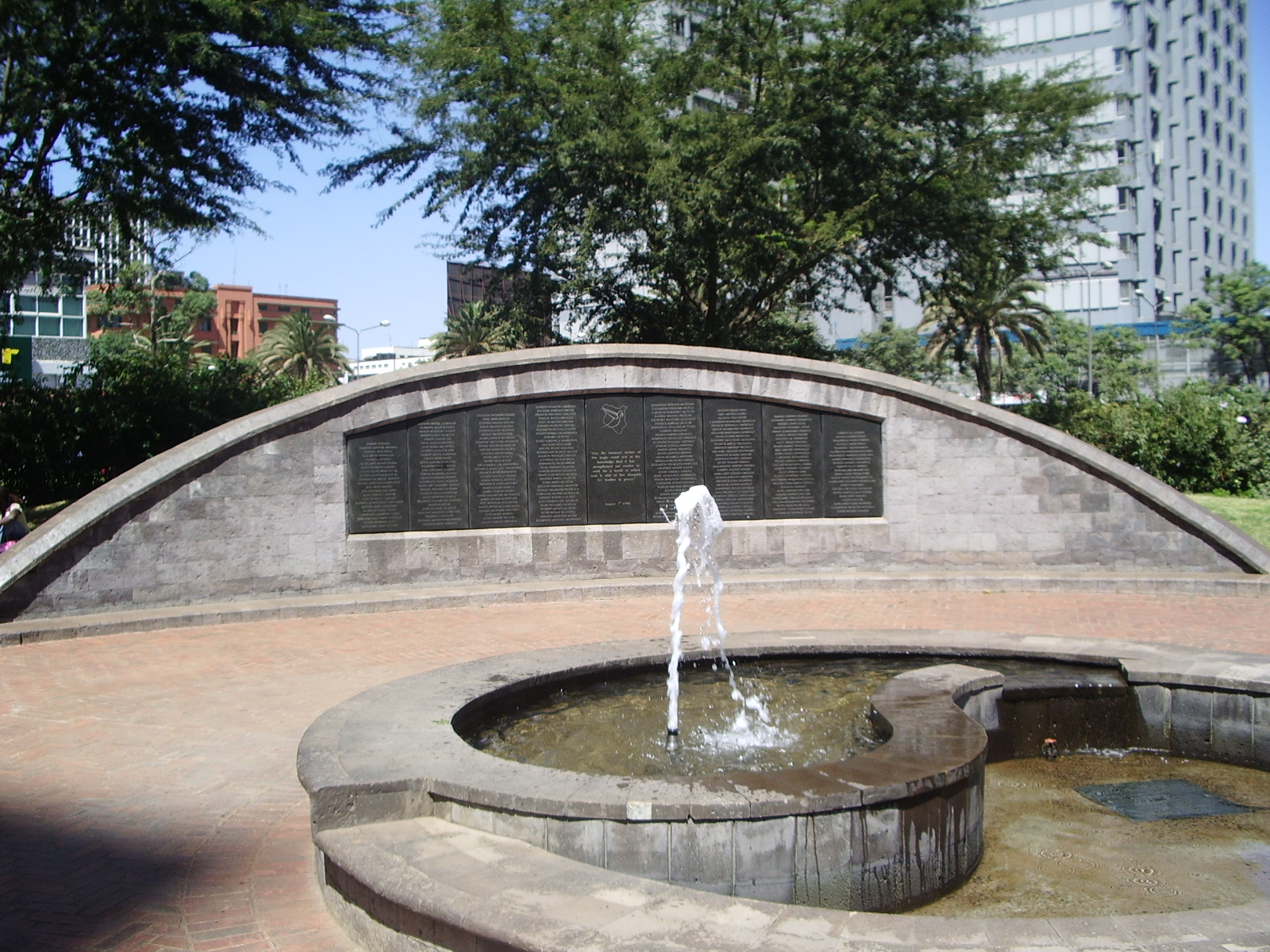
2007년 나이로비 대사관 부지에 있는 기념 공원

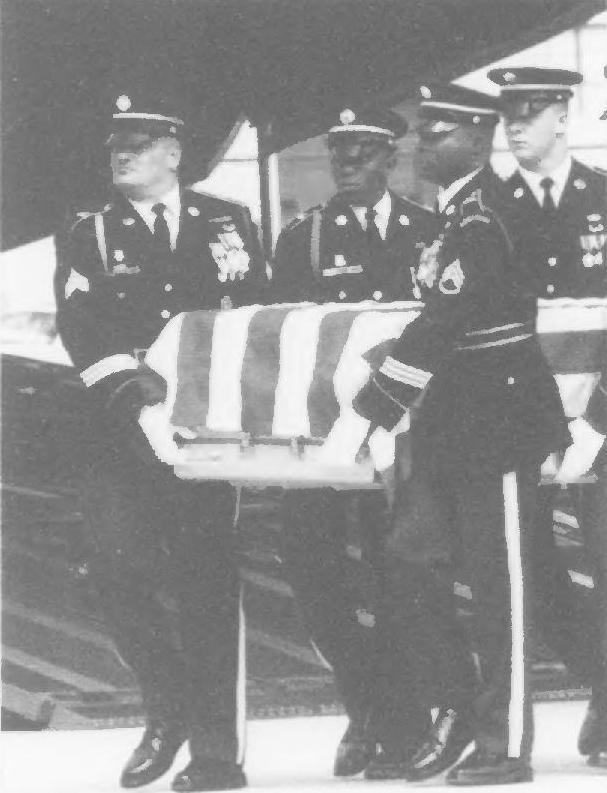
앤드루스 공군기지에서 나이로비에서 사망한 미국인의 유해를 담은 관을 내리는 군인들

폭탄 테러에 대한 대응으로, 빌 클린턴 대통령은 1998년 8월 20일 수단과 아프가니스탄의 목표물에 대한 일련의 순항 미사일 공격인 무한 도달 작전을 명령했으며, 미국 텔레비전 황금 시간대 연설에서 계획된 공격을 발표했다.
유엔 안전 보장 이사회는 대사관 공격을 규탄하는 결의 1189호를 통과시켰다.
이전 대사관 부지에는 공격 3주년에 헌정된 기념 공원이 조성되었다. 사망자들의 이름이 새겨진 벽을 포함한 공원이 대중에게 무료로 개방되지 않을 것이라는 발표 이후, 개장식이 대중의 항의로 얼룩졌다.
폭탄 테러 후 몇 달 이내에 미국 국무부 Bureau of Diplomatic Security는 1983년에 만들어진 대테러 지원 프로그램(ATA)에 케냐를 추가했다. 이 추가는 케냐에서 테러와의 전쟁에 대한 미국의 의지를 재확인하는 형식적인 절차였지만, 그럼에도 불구하고 미국과 케냐 간의 활발한 양자 대테러 캠페인의 시작을 알렸다. 미국 정부는 또한 케냐에 대한 재정 지원을 신속하고 영구적으로 늘렸다. 즉각적인 변화에는 특히 케냐 희생자들을 위한 4천 2백만 달러의 보조금이 포함되었다.

### 오파티 대 수단 공화국
2001년, 제임스 오웬스와 다른 이들은 1996년 개정된 외국주권면제법의 국가 지원 테러리즘 조항에 따라 수단이 공격에 가담한 것에 대해 민사 소송을 제기했다. 그들은 수단이 공격 이전에 폭탄 테러범들에게 은신처를 제공한 것에 책임이 있다고 주장했다. 소송은 10년 이상 지연되었는데, 부분적으로는 수단이 때때로 변호사를 보내지 않았기 때문이기도 했지만, 2004년 판결에서 외국이 현재 외국주권면제법 조항에 따라 민사 소송의 causes of action에 대해 주권 면제를 갖는다는 판결이 내려지면서 더욱 어려움을 겪었다. 의회는 2008년 외국주권면제법을 개정하여 이를 시정하고 그 조항들이 오웬스의 사건을 포함한 기존 소송에 소급 적용되도록 허용했다. 이에 따라 수백 명의 원고가 추가로 소송에 참여했으며, 결국 700명 이상의 당사자가 등재되었다. 2014년까지 지방 법원은 원고들에게 100억 달러 이상을 배상하라고 판결했다. 초기 소송에 출석하지 않았던 수단은 판결에 항소하며, 미국 민사 소송 시스템을 이해하지 못했으며 출석하지 않음으로써 발생하는 결과도 이해하지 못했다고 주장했지만, 외국주권면제법에 대한 2008년 변경 사항의 소급 적용 가능성에도 이의를 제기했다. 항소 법원은 수단의 이해 부족 주장을 일축하고, 수단이 폭탄 테러에 책임이 있다는 하급 법원의 판결을 지지했지만, 43억 달러의 징벌적 손해배상은 소급 적용될 수 없다고 판결했다. 원고들은 대법원에 항소를 신청했고, 2020년 5월 대법원은 오파티 대 수단 공화국 사건에서 징벌적 손해배상이 소급 적용될 수 있다고 판결하여 지방 법원에서 인정되었던 43억 달러를 복원했다.
2020년 10월, 도널드 트럼프 대통령은 수단이 대사관 폭탄 테러 희생자 가족들에게 3억 3,500만 달러를 보상하기로 합의한 후, 미국이 국가 테러 지원국 명단에서 수단을 제외할 것이라고 발표했다.

모하메드 라셰드 다우드 알오왈리
모하메드 오데

## 기소

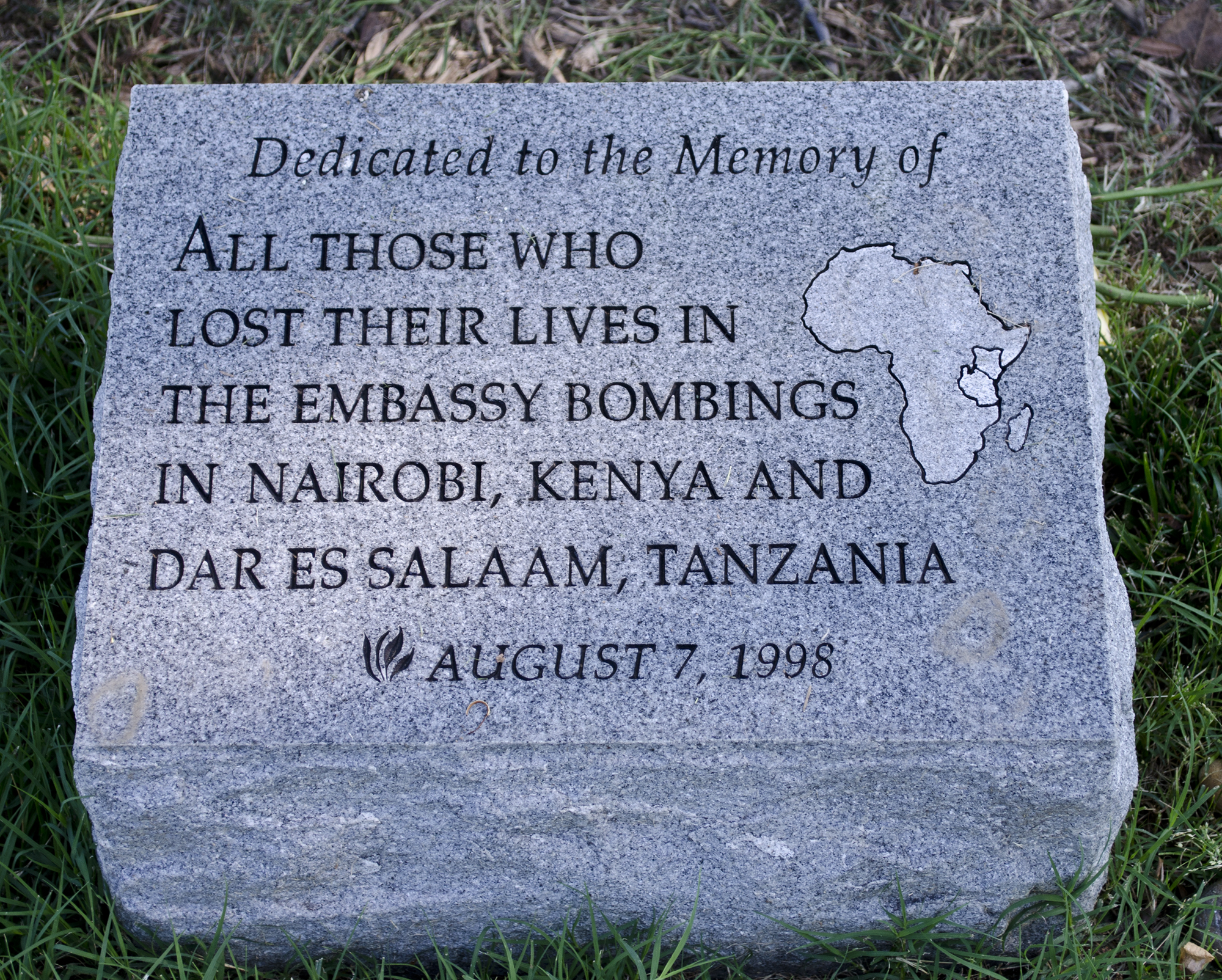
알링턴 국립묘지의 기념비

조사 후 기소장이 발부되었다. 기소장은 폭탄 테러에서 다양한 혐의를 받은 다음 21명을 기소한다. 20건의 사건이 해결되었다.
| 이름                            | 처리                                                             |
| ------------------------------- | ---------------------------------------------------------------- |
| 오사마 빈라덴                   | 2011년 5월 2일 파키스탄 아보타바드에서 사살                      |
| 무함마드 아테프                 | 2001년 11월 14일 아프가니스탄 카불에서 사살                      |
| 아이만 알자 와히리              | 2022년 7월 31일 아프가니스탄 카불에서 사살                       |
| 사이프 알아델                   | 도피 중                                                          |
| 맘두흐 마흐무드 살림            | 미국에서 가석방 없는 종신형 복역 중                              |
| 압둘라 아흐메드 압둘라          | 2020년 8월 7일 이란 테헤란에서 사살                              |
| 무신 무사 마트왈리 아트와       | 2006년 4월 12일 파키스탄 나가르 칼라이에서 사살                  |
| 칼리드 알파와즈                 | 미국에서 가석방 없는 종신형 복역 중                              |
| 와디흐 엘하즈                   | 미국에서 가석방 없는 종신형 복역 중                              |
| 아나스 알리비                   | 2015년 미국 재판 중 사망                                         |
| 이브라힘 아이다루스             | 2008년 영국 가택 연금 중 사망                                    |
| 아델 압델 바리                  | 미국에서 25년형 복역                                             |
| 파줄 압둘라 모하메드            | 2011년 6월 7일 소말리아 모가디슈에서 소말리아 정부군에 의해 사살 |
| 아흐메드 모하메드 하메드 알리   | 2010년 파키스탄에서 사살                                         |
| 모하메드 사디크 오데            | 미국에서 가석방 없는 종신형 복역 중                              |
| 모하메드 라셰드 다우드 알오왈리 | 미국에서 가석방 없는 종신형 복역 중                              |
| 무스타파 모하메드 파딜          | 아프가니스탄에서 사살 (사망일 미상)                              |
| 칼판 하미스 모하메드            | 미국에서 가석방 없는 종신형 복역 중                              |
| 아흐메드 칼판 가일라니          | 미국에서 가석방 없는 종신형 복역 중                              |
| 파히드 모하메드 앨리 므살람     | 2009년 1월 1일 파키스탄에서 사살                                 |
| 셰이크 아흐메드 살림 스웨단     | 2009년 1월 1일 파키스탄에서 사살                                 |

## 같이 보기
- 1998년 테러 사건 목록
- 이슬람주의 테러 공격 목록
- 케냐의 테러리즘
- 1998년 월드컵 테러 음모

## 참고

## 추가 자료
- Bushnell, Prudence (2018). 《Terrorism, Betrayal, and Resilience: My Story of the 1998 U.S. Embassy Bombings》. Lincoln: University of Nebraska Press. ISBN 978-1-64012-483-7.
- Hoffman, Tod (2014). 《Al Qaeda Declares War: The African Embassy Bombings and America’s Search for Justice》. Lebanon: University Press of New England. ISBN 978-1-61168-546-6.